# Падение Кабула (2021)
Паде́ние Кабу́ла — установление движением «Талибан» контроля над столицей Афганистана городом Кабулом 15 августа 2021 года в результате наступательной операции против правительственных сил. Взятие города под контроль «Талибаном» произошло через несколько часов после того, как президент Исламской Республики Афганистан Ашраф Гани покинул Президентский дворец и бежал из страны. Перед этим большая часть административных центров регионов Афганистана перешла под контроль «Талибана» во время вывода американских войск, который должен был быть завершён к середине сентября 2021 года.

## Предпосылки
1 мая 2021 года формирования движения «Талибан» вместе с союзниками начали широкомасштабное наступление, одновременно с выводом большей части американских войск из Афганистана. К середине августа полностью утратили боеспособность большинство подразделений Афганской национальной армии на большей части территории страны, в боевой готовности оставались только два подразделения: 201-й корпус и 111-я дивизия, базировавшаяся в Кабуле. Под контроль талибов перешли крупнейшие города — Мазари-Шариф и Кандагар, а столица Афганистана находилась в окружении после того, как силы «Талибана» захватили Мехтарлам, Шарану, Гардез, Асадабад и другие города, а также районы на востоке страны.
В дни, предшествовавшие падению, прогнозы относительно ситуации в Кабуле резко ухудшились. В начале августа официальные лица США представили прогноз, согласно которому Кабул мог бы продержаться несколько месяцев, но неделя падения принесла более мрачные прогнозы: за пять дней до того, как талибы достигли Кабула, ожидания стали более пессимистичными, и анализ показал, что столица продержится «от 30 до 90 дней», а в течение двух дней официальные лица предполагали, что город падёт в пределах недели.

## Эвакуация, бои и переговоры
После падения Герата, 12 августа, правительства США и Великобритании объявили о развёртывании 3000 и 600 своих военнослужащих соответственно в кабульском аэропорту, чтобы обеспечить эвакуацию своих граждан, сотрудников посольства США и афганских гражданских лиц, которые работали с коалиционными силами за пределами страны. Должностные лица со стороны США заявляли, что первое развертывание произойдёт в течение следующих 24—48 часов, и что оно будет завершено к концу месяца.

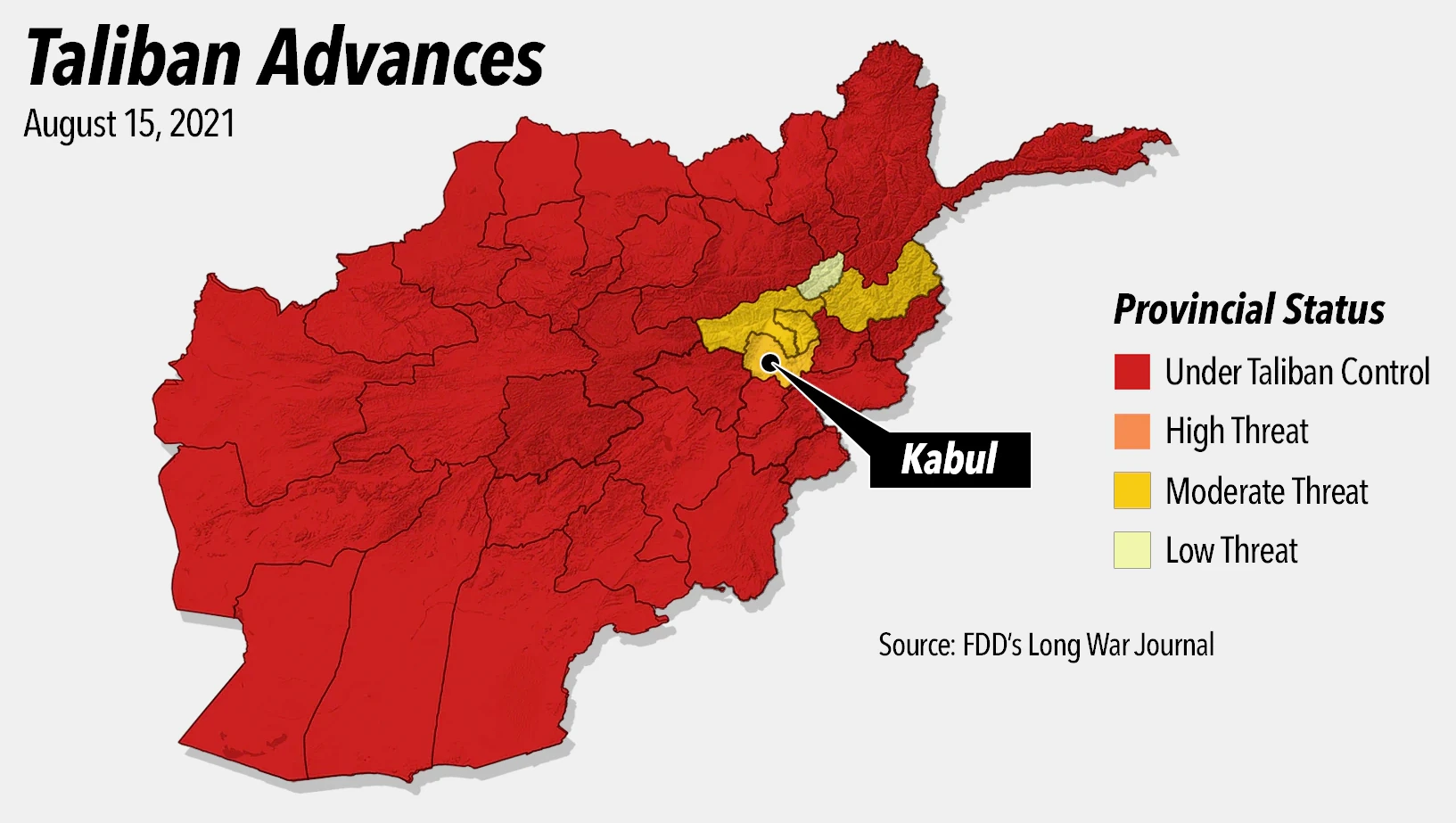
Контроль талибов над Афганистаном до падения столицы Кабула

15 августа командование «Талибана» официально приказало своим силам прекратить наступление у ворот Кабула, заявив, что они не будут захватывать город силой несмотря на то, что уже вошли в его окрестности. Местные жители сообщали, что талибы продвигались в городские районы, несмотря на официальные заявления их лидеров. Сообщалось, что после нескольких столкновений отряды «Талибана» захватили тюрьму Пули-Чархи и освободили всех заключённых, включая содержавшихся там членов ИГ и «Аль-Каиды». Талибы подняли свой флаг в нескольких районах города и заставили некоторых полицейских сдать оружие; также были захвачены авиабаза Баграм и следственный изолятор Парван, в котором содержалось около 5000 заключённых.
Во время захода талибов в столицу американские военные вертолёты «Чинук» и «Блэк хоук», а также вертолёты Госдепартамента США CH-46 были замечены во время приземления в американском посольстве в Кабуле для проведения эвакуации. Дипломатам, как сообщалось, поступило распоряжение уничтожить все секретные документы. Среди мирного населения города распространилась паника, и многие бросились к своим домам или в аэропорт, который оставался под контролем правительства и международных сил.
Правительство Германии объявило, что отправило для эвакуации самолёт A400M с контингентом десантников, на что запросит необходимое одобрение парламента после завершения эвакуации из-за срочности ситуации. Премьер-министр Албании Эди Рама объявил, что его правительство удовлетворило просьбу США стать транзитным узлом для эвакуированных. Сообщалось, что итальянское правительство перебросило сотрудников своего посольства и семьи 30 афганских служащих в аэропорт Кабула под охраной карабинеров для подготовки к эвакуации, а правительство Индии подготовило самолёт C-17 для эвакуации индийского дипломатического персонала, но ожидало, что талибам потребуется больше времени, чтобы взять Кабул.
В заявлении министерства внутренних дел Афганистана было сказано, что президент Афганистана Ашраф Гани решил отказаться от власти и согласился на сформирование временного правительства во главе с представителями «Талибана». После этого бои утихли, хотя многие мирные жители оставались напуганными и прятались в своих домах. Сообщалось также, что к 11:17 по центральноевропейскому времени переговорщики «Талибана» прибыли в президентский дворец, чтобы начать передачу власти. Хотя переговоры были напряжёнными, республиканское правительство заявило о своей готовности мирно сдать Кабул талибам и призвало мирных жителей сохранять спокойствие.
В то же время сообщалось, что напряжённые переговоры между делегацией талибов и республиканскими официальными лицами (Координационный совет, «временное переходное правительство») с малой вероятностью закончатся чем-то, кроме безоговорочной капитуляции действовавшего правительства: «Талибан» требовал мирной передачи власти, а признанное международным сообществом правительство Афганистана заявляло о своей готовности подчиниться при условии передачи власти переходному правительству, тогда как представители «Талибана» настаивали на полной передаче власти своему движению.
Позже в тот же день в афганских и индийских новостях появилась информация, что Ашраф Гани покинул Афганистан вместе с вице-президентом Амруллой Салехом; сообщалось, что оба прилетели в Таджикистан. Президентский дворец Кабула, Арг, был эвакуирован с помощью вертолётов. Тем временем один из сооснователей «Талибана» Абдул Гани Барадар прибыл в аэропорт Кабула, чтобы подготовить захват правительства.

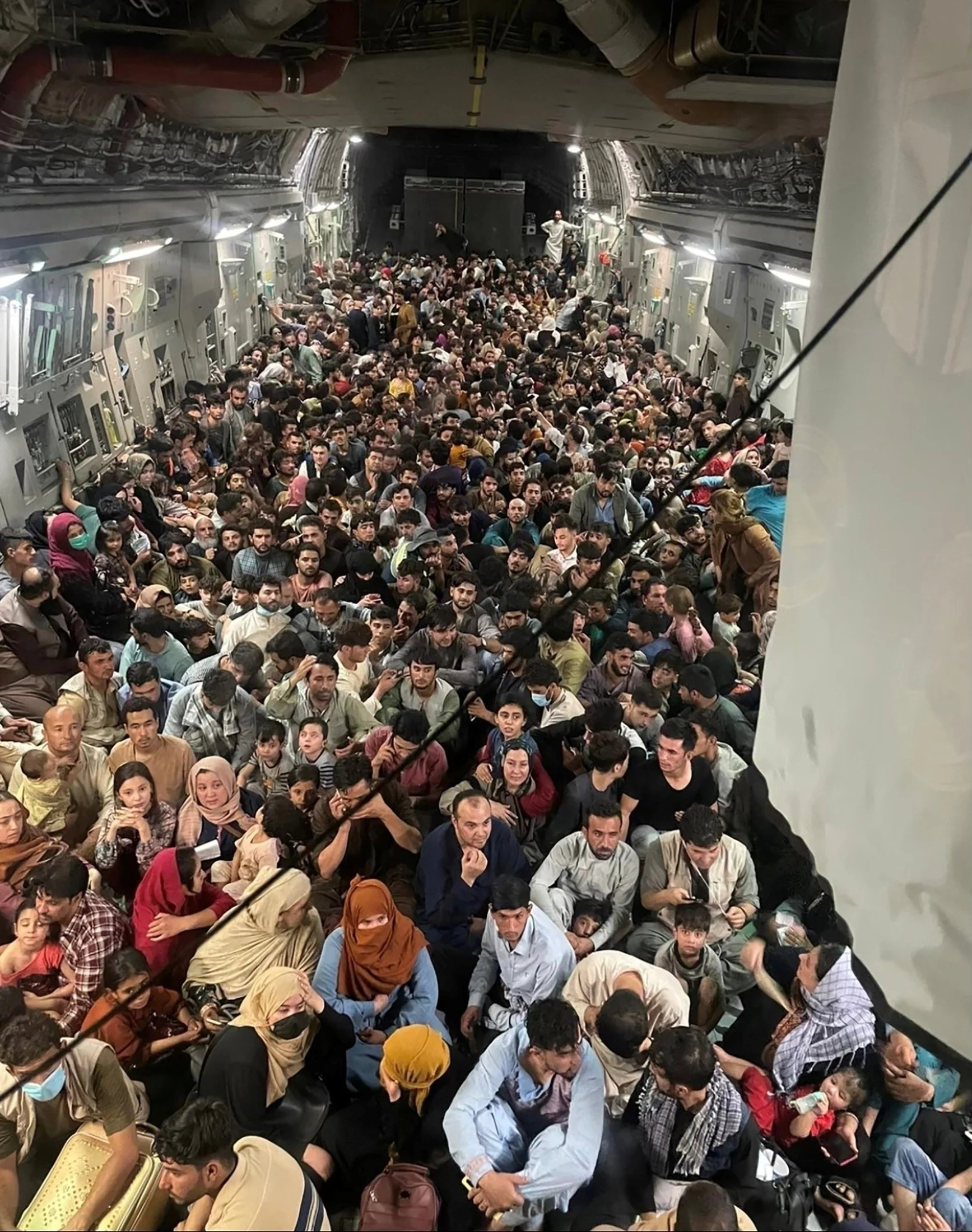
Американский военно-транспортный самолёт C-17 вывозит афганских беженцев 15 августа 2021 года

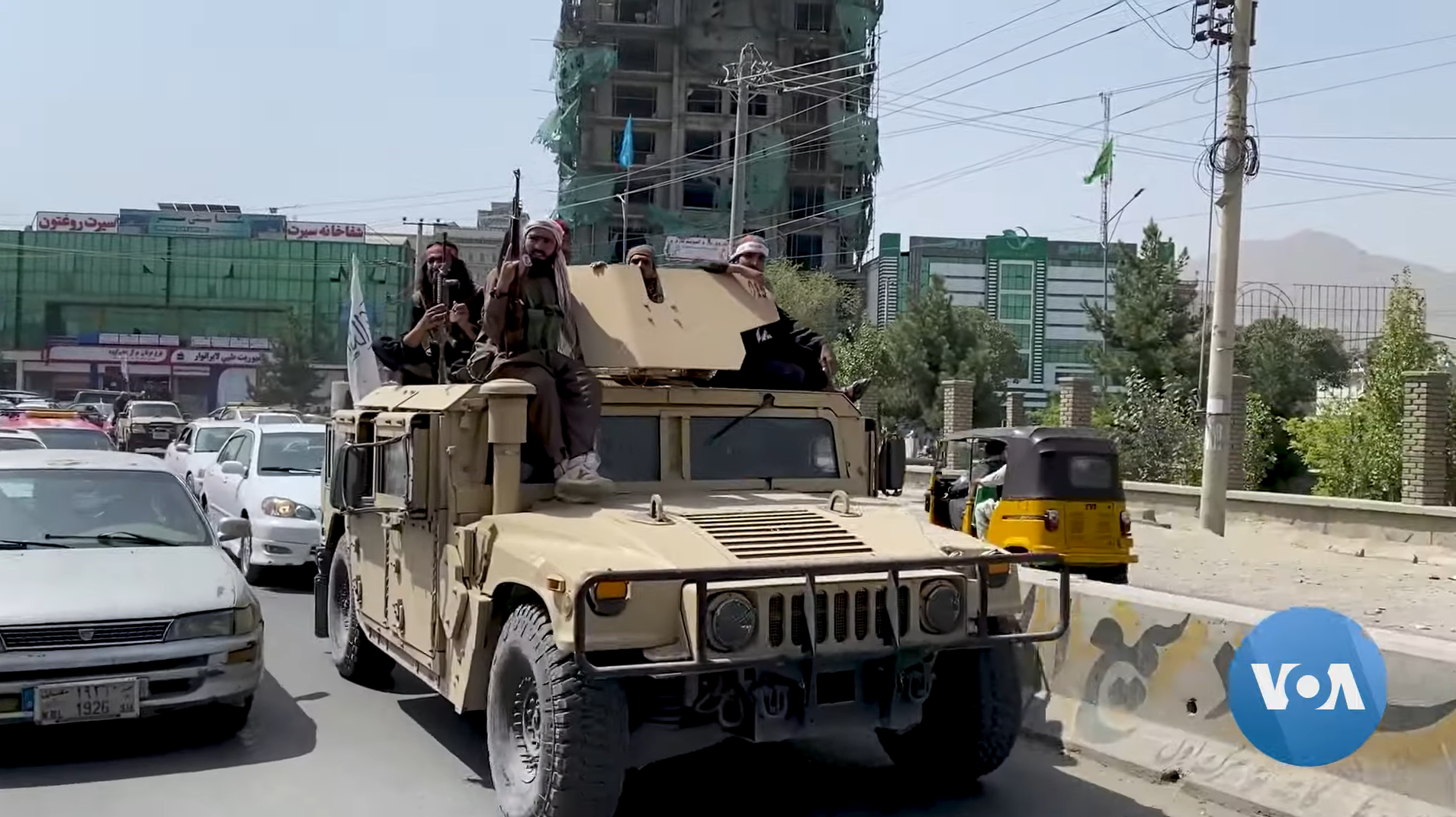
Талибы в Кабуле, 17 августа 2021 года

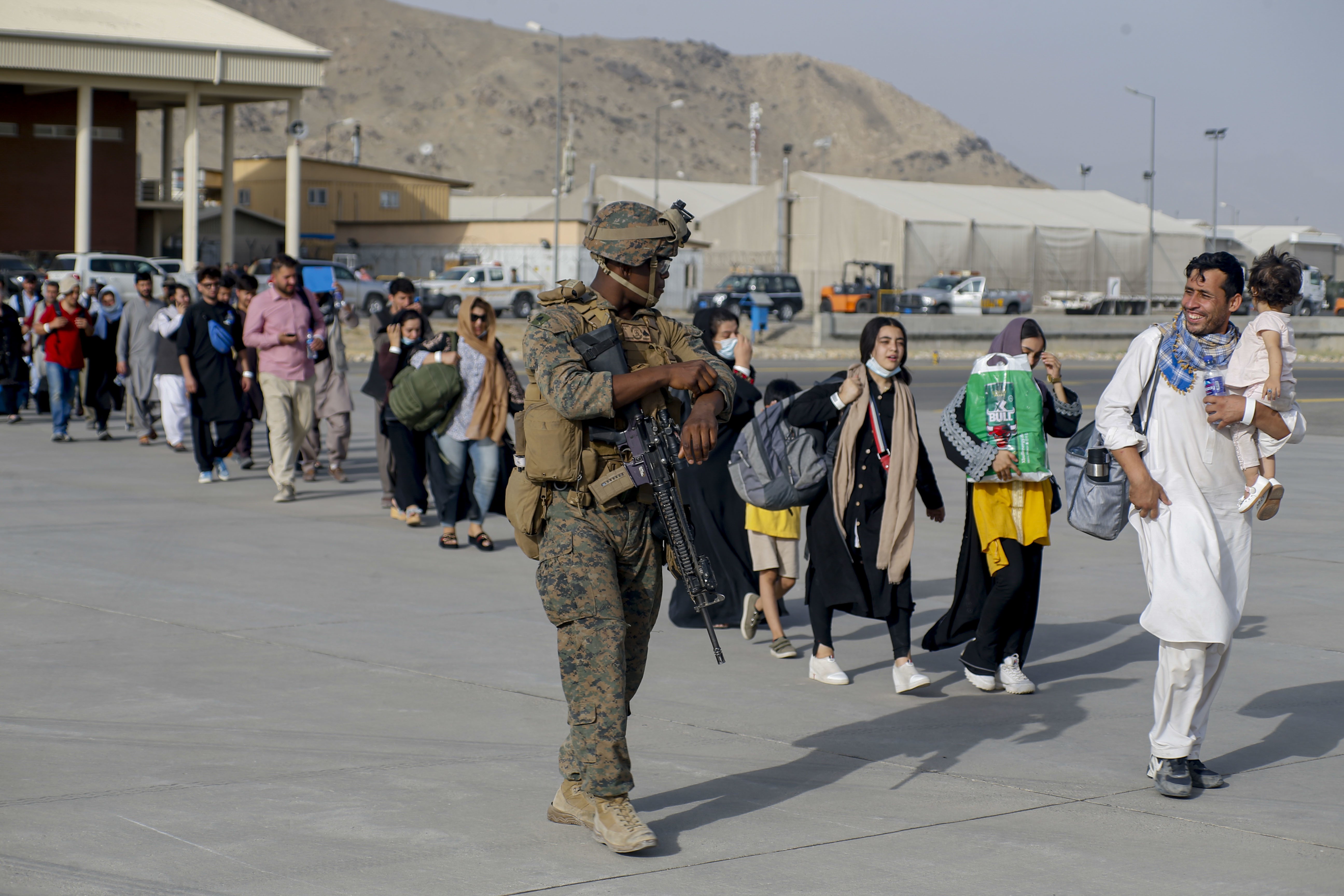
Американские морские пехотинцы обеспечивают порядок в аэропорту при эвакуации афганских беженцев 18 августа 2021 года

Примерно в 20:30 по местному времени появились сообщения о пожаре в посольстве США. Посольство выпустило декларацию, в которой гражданам США в этом районе предписывалось укрыться на месте. Госсекретарь Энтони Блинкен объявил, что посольство будет переведено в аэропорт Кабула. Испания, Германия, Великобритания, Нидерланды и другие страны объявили о планах эвакуировать свои посольства.
В 20:55 по местному времени талибы заявили, что они заняли Арг, который ранее в тот же день покинул президент Гани. По их словам, всем служащим дворца было приказано уйти после ухода Гани. Примерно в 21:12 по местному времени появилось сообщение, что талибы вскоре объявят Исламский Эмират Афганистан из президентского дворца, вернувшись к официальной символике Эмирата 1996—2001 годов.
Примерно в 23:00 по местному времени Гани заявил в Facebook, что он сбежал, пытаясь избежать кровавой битвы, и что «Талибан победил силой своих мечей и ружей».
Тысячи людей в аэропорту Кабула 15—16 августа пытались вылететь из страны на военно-транспортных самолётах. Аэропорт Кабула стал эпицентром развивающегося конфликта. Тысячи афганцев пытались покинуть страну. Для наведения порядка военные США открыли огонь в воздух; известно о пяти погибших в результате давки на взлётно-посадочной полосе и о нескольких погибших после стрельбы. Толпы людей пытались попасть на борт американских военно-транспортных самолётов C-17 на взлётной полосе в аэропорту Кабула. Люди забирались на крылья и шасси. 16 августа появилось видео, на котором с борта самолёта американских военно-воздушных сил, взлетающего из Кабульского аэропорта, падают люди.
К 16 августа Кабульский аэропорт остался единственным объектом в столице Афганистана, который контролировала армия США и её союзники.

## Влияние на мирных жителей
Некоторые местные жители, особенно женщины, опасались восстановления режима талибов, а некоторые сообщали, что чувствуют себя преданными. Сообщается, что улицы Кабула стояли в пробках, жители спешили к аэропорту, а некоторые бросали свои автомобили, чтобы пройти через поток машин. Сообщалось также о длинных очередях перед аэропортом и посольствами иностранных государств, жители которых терпели жару в надежде получить визы или вылететь из страны. Меньшая часть жителей отпраздновала победу талибов. За день до падения Кабула директор лаборатории политики Афганистана Тимор Шаран сказал в интервью Радио «Свобода», что «совершая покупки в городе сегодня, я чувствовал, что люди охвачены чувством застревания; застряли в неопределенном будущем и никогда не могут мечтать, стремиться к чему-то, думать о чём-то и верить во что-то».

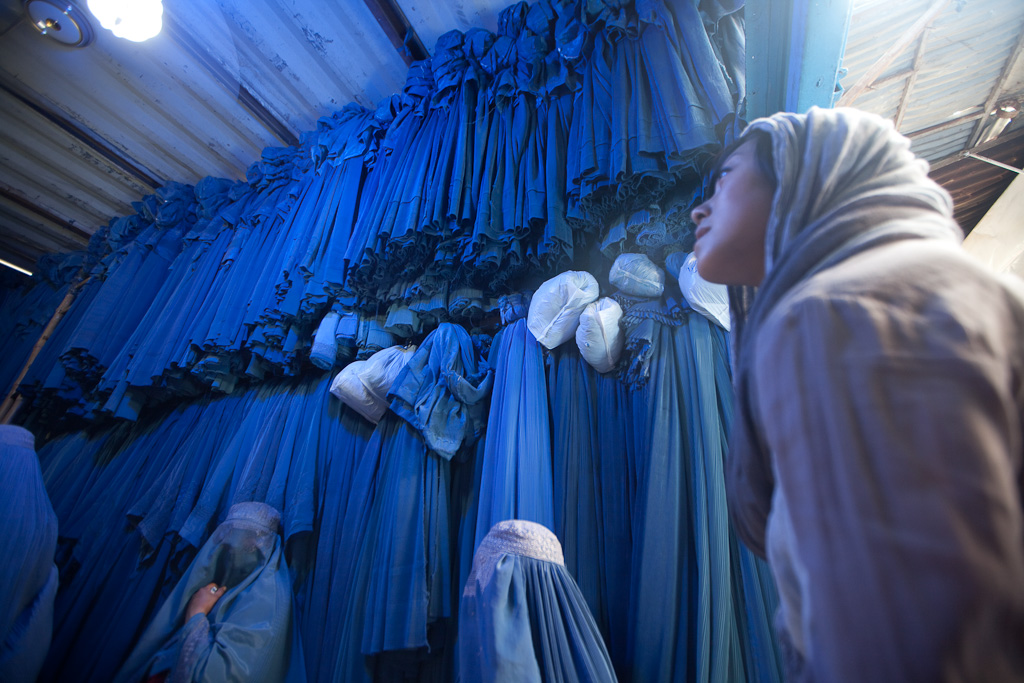
Бурки продаются в Афганистане

Было сообщено, что продажи бурки подскочили за несколько дней до прихода талибов, при этом цена одной штуки взлетела с 200 афгани до 3000 из-за страха, что талибы вновь сделают ношение бурки обязательным для женщин, а отказавшиеся станут мишенью. Одна женщина из Кабула рассказала газете The Guardian, что студентки были эвакуированы из университетских общежитий до того, как талибы смогли добраться до них, и что женщины с высшим образованием по всему городу прятали свои дипломы. Было отмечено, что магазины города начали закрашивать и удалять рекламу с изображением женщин.
Жители сообщили о большом росте цен на еду. Сообщалось, что значительное число продавцов в Кабуле пыталось сбыть свои складские запасы в надежде собрать достаточно денег для побега из страны. Высказывались также опасения по поводу людей, бежавших из других частей страны в Кабул из-за наступления.

## Реакции
Папа Римский Франциск выступил с заявлением, в котором говорится, что он разделяет «единодушную озабоченность ситуацией в Афганистане» и призвал к молитвам о мире.
Бывший президент Афганистана Хамид Карзай публично настаивал на мирной передаче власти, пообещав, что он останется в Кабуле со своими маленькими дочерьми. Несколько афганских официальных лиц возложили вину за крах на правительство Гани. Председатель Совета афганского национального примирения Абдулла Абдулла осудил бегство Гани из страны, заявив, что «бывший президент Афганистана покинул Афганистан, покинув страну в этой сложной ситуации. Бог должен наказать его». Бисмилла Хан Мохаммади, бывший начальник штаба Афганской национальной армии и временно исполняющий обязанности министра обороны, написал в Твиттере: «Они связали нам руки сзади и продали страну. Прокляните Гани и его банду».

### Правительства

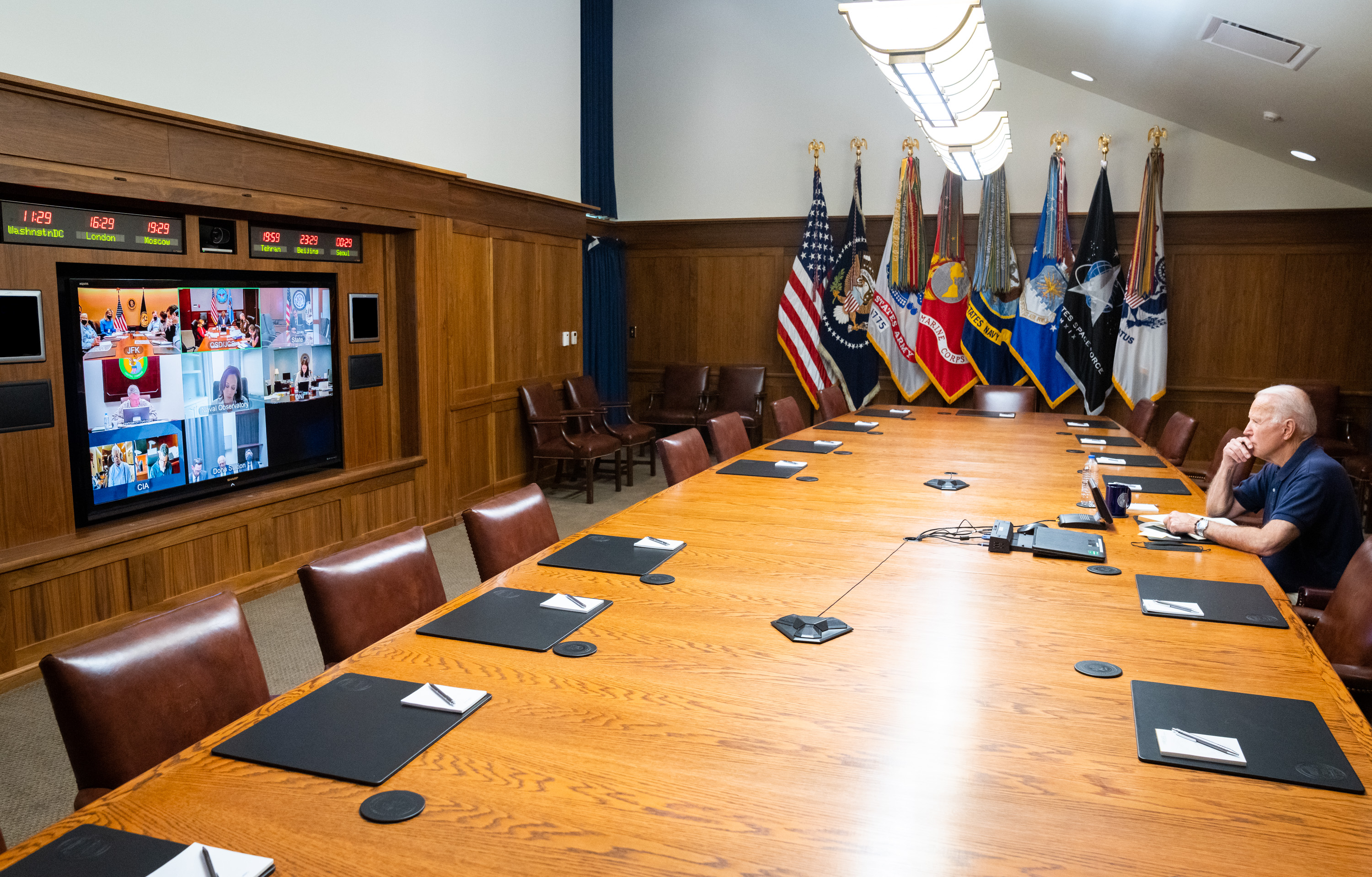
Байден слушает доклады национальной безопасности во время Падения Кабула

Председатель специального комитета британского парламента по иностранным делам Том Тугендхат заявил, что крах был «крупнейшей политической катастрофой со времен Суэца». Премьер-министр Борис Джонсон объявил, что вновь созовёт парламент для обсуждения ситуации в Афганистане. Во второй половине дня, 15 августа, британский кабинет министров провёл экстренное заседание COBRA, за которым последовало публичное заявление Джонсона, в котором он заявил, что ситуация «чрезвычайно сложная» и что «мы давно знали, что дела пойдут именно так». Джонсон далее заявил, что международное сообщество не должно признавать правительство Талибана и что необходимо «предотвратить превращение Афганистана в рассадник террора». Французское правительство объявило, что 16 августа проведет экстренное заседание Совета обороны под председательством президента Эммануэля Макрона для рассмотрения ситуации.
Правительство Канады объявило, что приостанавливает работу своего посольства в Афганистане. Анн Линде, министр иностранных дел Швеции, заявила, что крах афганского правительства «произошел намного быстрее, чем кто-либо ожидал». Общественная телекомпания Sveriges Radio также сообщила, что посольство Швеции эвакуирует своих сотрудников. Министр иностранных дел Австрии Александр Шалленберг предупредил, что «конфликт и нестабильность в регионе рано или поздно перекинутся на Европу».
Министр иностранных дел Пакистана выразил «озабоченность ухудшением ситуации в Афганистане», но сказал, что Пакистан не намерен закрывать свое посольство в Кабуле. Маргаритис Схинас от имени Европейского Союза выразил обеспокоенность возможным миграционным кризисом. Президент США Джо Байден заявил, что продолжающееся присутствие американских войск в Афганистане «не имело бы никакого значения», если бы афганские военные не смогли бы сохранить контроль над страной.
Несмотря на падение города, 5000 американских солдат остались в городе вместе с некоторыми сотрудниками посольства США. Было также подтверждено, что войска НАТО по-прежнему присутствуют в международном аэропорту имени Хамида Карзая. В тот же день правительство США санкционировало развертывание 1000 дополнительных военнослужащих в Афганистане, в результате чего общая численность американских военнослужащих в Кабуле достигла 6000 человек.
Посольство России в Кабуле заявило, что не будет эвакуировать и закрывать посольство, а представитель талибов гарантирует безопасность посольства. Правительство России также заявило, что ведутся переговоры о проведении экстренного заседания Совета Безопасности ООН для обсуждения ситуации.

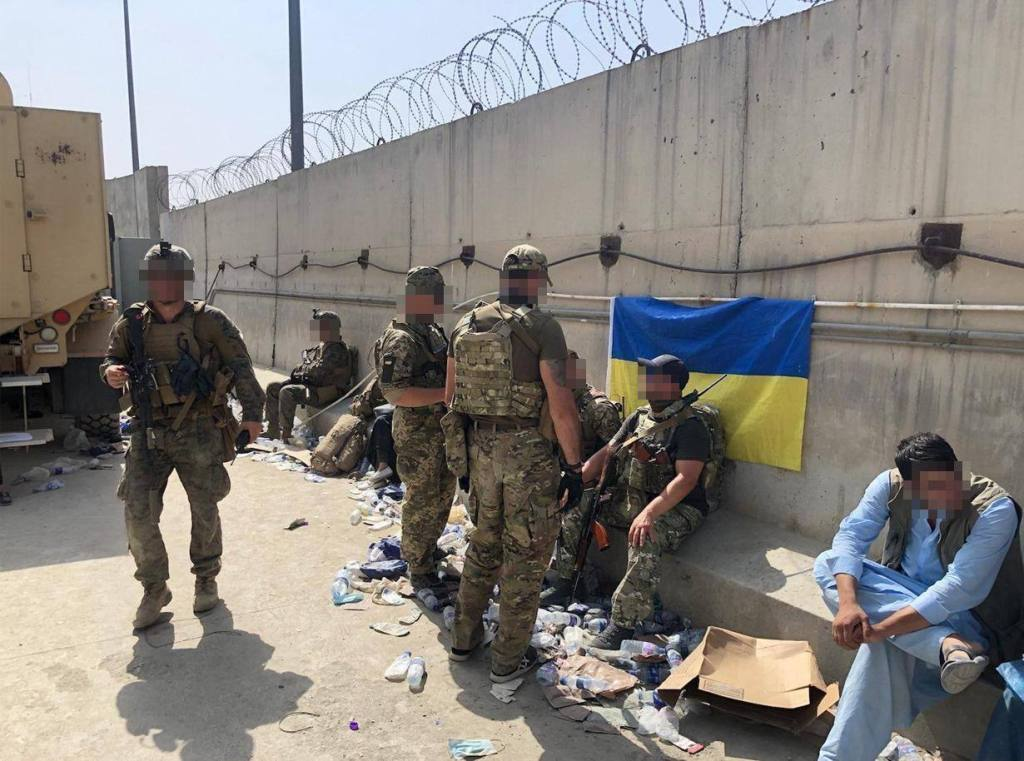

Украина эвакуировала из Афганистана более 650 человек шестью рейсами. Два рейса совершили 2 экипажа Воздушных Сил Украины на Ил-76МД.
Премьер-министр Новой Зеландии Джасинда Ардерн заявила, что правительство активизировало усилия по эвакуации почти 30 граждан Новой Зеландии из Кабула, учитывая, что коммерческие рейсы больше не доступны.

### Бизнес
Авиакомпания Flydubai из ОАЭ объявила, что 16 августа приостановит полеты в Кабул. Рейс авиакомпании Emirates Airlines в Кабул был изменён, а затем возвращен в Дубай.

## Оценки
Некоторые комментаторы сравнили эти события с падением Сайгона в конце Войны во Вьетнаме, в апреле 1975 года. За месяц до вступления талибов в Кабул американский президент Джо Байден отверг это сравнение, заявив, что «Талибан — это не армия Северного Вьетнама… У вас не будет никаких обстоятельств, чтобы увидеть, как людей снимают с крыши посольства Соединенных Штатов в Афганистане. Это совершенно несопоставимо».
Репортёры утверждали, что эти комментарии не выдерживают критики, поскольку менее чем через месяц сотрудники посольства сожгли документы, а «вертолёты парили над комплексом, доставляя дипломатов в аэропорт». Лоуренс Чамберс, во время операции «Порывистый ветер» приказавший столкнуть часть вертолётов с палубы авианосца, чтобы расчистить место для садившегося легкомоторного самолёта с семьёй бежавших южновьетнамцев на борту, заявил, что «то, что происходит сейчас, хуже, чем то, что произошло во Вьетнаме», уточнив: «[Во Вьетнаме] мы пытались вывезти как можно больше людей, которые работали с нами… В Афганистане же мы бросаем людей, которые поддерживали нас, пока мы были там». Журналист Ник Терс утверждал, что «без истинной переоценки, на этот раз США рискуют отыграть хорошо известный сценарий, из-за которого в один прекрасный день военные поражения в Юго-Восточной и Юго-Западной Азии будут выглядеть ужасно маленькими».
В тот день, когда талибы вошли в Кабул, госсекретарь США Энтони Блинкен продолжал отвергать сравнение с Сайгоном, заявив в интервью в программе ABC This Week, что «это явно не Сайгон. Мы отправились в Афганистан 20 лет назад с одной целью — разобраться с людьми, напавшими на нас 11 сентября, и эта миссия увенчалась успехом».